# Chiesa di Santa Maria Lauretana (Lavizzara)
La chiesa di Santa Maria Lauretana è un edificio religioso tardogotico con inserti barocchi che si trova a Broglio, frazione di Lavizzara in Canton Ticino).

## Storia
La chiesa fu realizzata prima del 1487, quando fu consacrata. Una nuova consacrazione, tuttavia, ebbe luogo nel 1516 e un secolo dopo, nel 1616, l'edificio diventò sede di una parrocchia autonoma, appena resa da autonoma da quella di Sornico. Nel XVII e XVIII secolo la chiesa subì profonde trasformazioni. Ulteriori modifiche vennero apportate nel 1865 e fra il 1906 e il 1908. 